# トワイライト (吉田拓郎の曲)
「トワイライト」は、吉田拓郎が2000年6月21日にリリースした47枚目のシングル。発売元はインペリアルレコード（テイチクエンタテインメント）。

## 解説
テレビ朝日系『トゥナイト2』のエンディングテーマ。
拓郎がフォーライフからテイチクエンタテインメント内のレーベルインペリアルレコード移籍後初のシングル。
ジャケットはマキシシングル（12cmCD）仕様だが、CD自体は8cmCDである。また、拓郎のシングルとしては最後にリリースされた8cmCDシングルとなった。

## 収録曲
- 全作詞・作曲：吉田拓郎

1. トワイライト
編曲：吉田拓郎・吉田建
2. Os san
編曲：鳥山雄司
3. トワイライト（Instrumental）